# A.C.M.A. Azionaria Costruzioni Macchine Automatiche
A.C.M.A. (Azionaria Costruzioni Macchine Automatiche) è un'azienda italiana produttrice di macchine automatiche per il packaging primario e secondario destinate alle industrie cosmetiche, chimiche e alimentari. L'azienda, fondata nel 1924, ha sede a Bologna e stabilimenti produttivi in Italia.
Le macchine sviluppate da Acma servono i seguenti settori merceologici: confectionery & bakery, chocolate & wafer, food filling, tea bags, soap & powder.

Acma fa parte di Coesia, un gruppo di aziende specializzate in soluzioni industriali con sede a Bologna, il cui azionista unico è Isabella Seràgnoli.

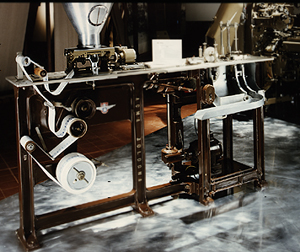
Museo Patrimonio Industriale Impacchettatrice 713 del 1927 per idrolitina dell'azienda bolognese A.C.M.A.

## Storia
Fondata da Gaetano Barbieri nel 1924 a Bologna, Acma inizia la sua produzione con macchine automatiche per il confezionamento di dolciumi. Nella seconda metà degli anni '20, in ACMA si producevano macchine per il confezionamento di polveri: l'Acma 713 e 720. La polvere confezionata era l'idrolitina, prodotta dall'azienda Gazzoni.
Nel 1930 Bruto Carpigiani, primo di un’intera generazione di progettisti nel settore imballaggio, inventò la “Ruota Z”, uno strumento che trasformava il movimento rotativo continuo in un movimento intermittente, rettilineo. Grazie a questa innovazione, si introdussero nuovi modelli come l'Acma 722 che serviva a incartare le caramelle.

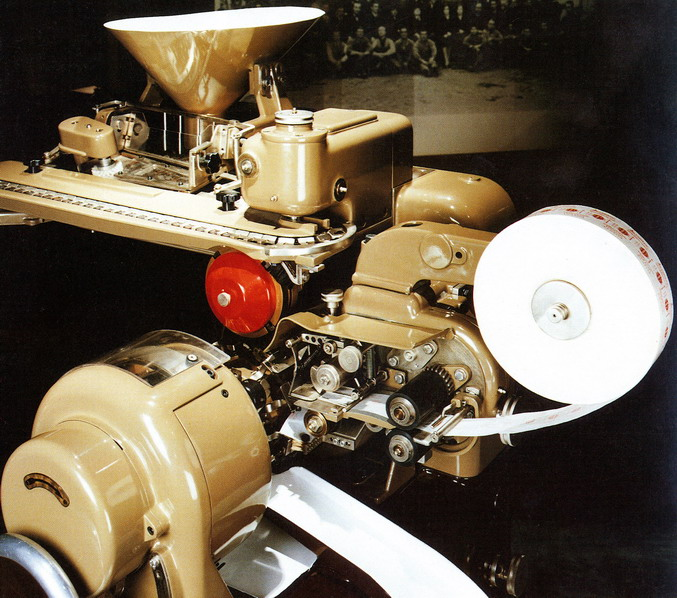
Museo Patrimonio Industriale - Macchina per incartare le caramelle ACMA 750

Alcune delle macchine più rappresentative dell'epoca, di cui costituivano esempi importanti dei progressi tecnologici, sono esposti nel Museo Patrimonio industriale di Bologna; negli stessi anni '30 l'ACMA organizzò una rete di vendita che copriva i principali stati europei. Alla fine degli anni '40 però riuscirono a produrre diverse macchine per il confezionamento di cibi e prodotti chimici: tra queste va annoverato il modello Acma 721/1, la prima macchina che incartava saponette. Negli anni '50, l'aumento della domanda e la rapida evoluzione nel comportamento dei consumatori, portò alla nascita di nuovi mercati e prodotti. Nel 1956 Acma progettò la sua prima macchina per riempire scatole e cartoni di detergenti in polvere affermandosi all'estero.
Nel 1963, con la scomparsa del fondatore Gaetano Barbieri, l'ACMA viene acquistata dall'Emhart Corporation.
Tra gli anni '60 e '70 cominciò a farsi evidente la necessità di avere macchine per settori specifici, quindi il settore principale dell'azienda divenne il confezionamento, inscatolamento, strumenti per l'impacchettamento di saponi, detergenti, biscotti, lieviti. Nello stesso periodo l'Acma rinnovò anche la tecnologia di produzione come il controllo numerico delle macchine. Nel 1985 l'azienda inaugura i nuovi locali di Via Cristoforo Colombo, sempre a Bologna.
Nel 1986 ACMA viene acquistata dalla CSII, in seguito rinominata Coesia, e dal 2011 detiene il 100% delle azioni di Tecnomeccanica.
Nel 2012 ACMA viene integrata con Volpak, azienda spagnola specializzata in flexible pouching e presente nel gruppo Coesia dal 1996; da quel momento ACMA e VOLPAK si presentano sul mercato come una sola entità operativa e organizzativa con il nome di ACMAVOLPAK. A seguito della creazione della divisione operativa Consumer Goods Machinery di Coesia (nel 2013), nel luglio 2015 le due società ritornano ad essere due entità separate sotto il controllo organizzativo della divisione, insieme ad altre 4 società del gruppo: GDM, Citus Kalix, Norden ed R.A Jones.